# 경복초등학교
경복초등학교(景福初等學校)는 대한민국 서울특별시 광진구 능동에 있는 사립 초등학교이다.

## 연혁
- 1965년 3월 2일: 개교
- 2017년 2월 16일: 제52회 졸업식(139명, 누계 12,060명)
- 2017년 3월 2일: 제10대 김정곤 교장 취임
- 2017년 10월 25일: 학교법인 선문학원에서 선학학원으로 명칭 변경
- 2025년 3월 2일: 개교 60주년

## 참고 자료
- 경복초등학교 - 한국교육학술정보원 학교알리미